# Kälberklamm und Hasenklamm
Kälberklamm und Hasenklamm este o arie protejată (sit de importanță comunitară — SCI, arie de protecție specială avifaunistică — SPA) din Germania întinsă pe o suprafață de 21,27 ha, integral pe uscat.

## Localizare
Centrul sitului Kälberklamm und Hasenklamm este situat la coordonatele 48°56′22″N 8°26′43″E / 48.9394°N 8.4453°E.

## Înființare
Situl Kälberklamm und Hasenklamm a fost declarat arie de protecție specială avifaunistică în martie 2001 pentru a proteja 2 specii de animale. Situl a fost protejat și ca sit de importanță comunitară în martie 2001.

## Biodiversitate
Situată în ecoregiunea continentală, aria protejată nu include niciun habitat protejat.
La baza desemnării sitului se află mai multe specii protejate de  păsări (2): ciocănitoare neagră (Dryocopus martius), Falco peregrinus peregrinus